# 日本俳優連合
協同組合日本俳優連合（にほんはいゆうれんごう）は、東京都新宿区に主たる事務所を置く事業協同組合である。「日俳連（にっぱいれん）」と呼ばれる。1963年9月22日に設立された協同組合放送芸能家協会と1971年2月8日に設立された任意団体日本俳優連合が統合され、1980年に設立。組合員は約2,700名。2019年に日本協同組合連携機構に加盟した。

## 目的
テレビ局や制作者と対等に出演契約を結びにくい俳優の弱い立場を解消しようと結成された。

## 役員
参照。
- 永世名誉会長 - 森繁久彌
- 理事長 - 水谷八重子
- 副理事長 - 野沢雅子・池水通洋
- 専務理事 - 井口成人
- 常務理事 - 片岡富枝・島田敏・秋元千賀子・金野恵子・佐々木優子
- 理事 - 牛山茂・日向とめ吉・平田京子・かないみか・駒谷昌男・松岡みどり・岡田ナオ・茶風林
- 監事 - 鈴木れい子・さとうあい
- 員外監事 - 土屋学
- 顧問 - 横光克彦・羽佐間道夫・舟木淳・矢田稔
- 特別顧問 - 山東昭子

### 歴代理事長
放芸協時代も含む
- 初代：徳川夢声 1971年まで
- 2代：佐々木孝丸 1971年 - 1982年
- 3代：森繁久彌 1982年 - 2007年（死去後は永世名誉会長）
- 4代：里見浩太朗 2007年 - 2009年
- 5代：西田敏行 2009年 - 2024年
- 6代：水谷八重子 2024年[7] -

## 活動
中小企業等協同組合法で認められている団体交渉権を生かして、NHK、民放、製作会社との間で出演条件や安全対策等の団体協約を締結している。
団体協約に違反する事項が発生した場合は、問題解決のために組合が動くことになっている。
現在の日本の著作権法やその元となっている国際条約が俳優たちの権利を制限することのないよう、日本芸能実演家団体協議会と共に、法律の改善と俳優の権利拡大を目指して諸方面に働きかけている。
また、「リフレッシュの会」などで俳優の資質向上を目指す活動も行っている。